# Marcus Williams (koszykarz)

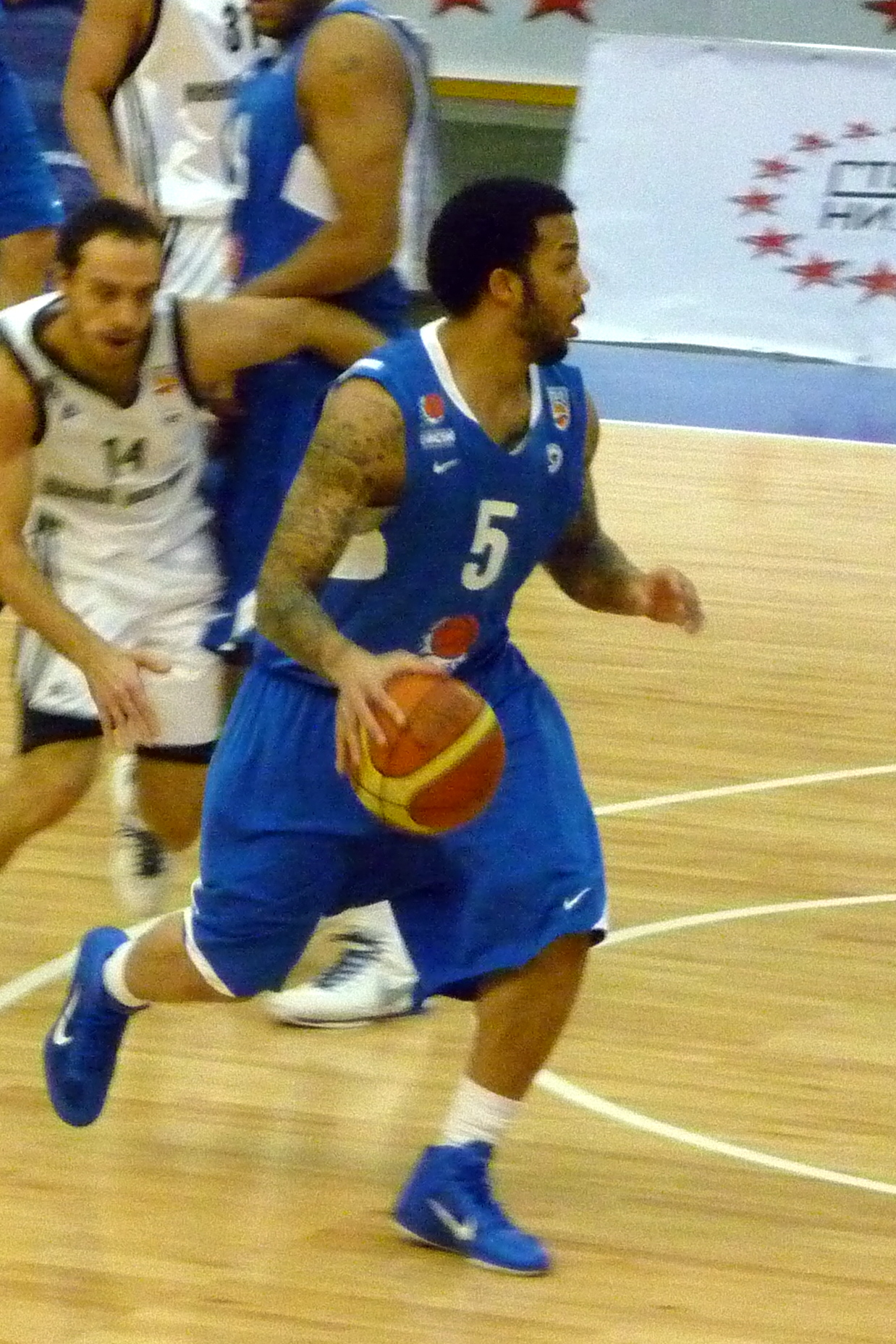
Williams jako zawodnik Jenisiej Krasnojarsk w 2010 roku.

Marcus Darrell Williams (ur. 3 grudnia 1985 w Los Angeles) – amerykański koszykarz, występujący na pozycji rozgrywającego, aktualnie zawodnik Stockton Kings.
25 września 2017 podpisał umowę z Sacramento Kings na czas obozu przygotowawczego. 10 października został zwolniony, po rozegraniu dwóch spotkań przedsezonowych.

## Osiągnięcia
Stan na 8 kwietnia 2019, na podstawie, o ile nie zaznaczono inaczej.
NCAA
- Mistrz NCAA (2004)[6]
- Uczestnik:
  - rozgrywek Elite Eight turnieju NCAA (2004, 2006)
  - turnieju NCAA (2004–2006)
- 2-krotny mistrz sezonu zasadniczego konferencji Big East (2005, 2006)
- Największy Postęp konferencji Big East (2005)
- Zaliczony do
  - II składu Big East (2006)
  - III składu Big East (2005)
- 2-krotny lider konferencji Big East w asystach (2005, 2006)

Drużynowe
- Mistrz:
  - Ligi Adriatyckiej (2015)
  - Serbii (2015)
- Wicemistrz Portoryko (2009)
- Zdobywca pucharu:
  - Serbii (2015)
  - Czarnogóry (2017)
- Finalista pucharu Rosji (2014)
- 3. miejsce w pucharze Rosji (2011)

Indywidualne
- MVP:
  - meczu gwiazd ligi portorykańskiej (2009)
  - kolejki Euroligi (5 – TOP 16 – 2012/13)
  - 2. rundy rozgrywek Ligi Adriatyckiej (2014/15)
- Uczestnik meczu gwiazd:
  - ligi portorykańskiej (2009)
  - debiutantów NBA – NBA Rookie Challenge (2007)
- Zaliczony do:
  - I składu portorykańskiej ligi BSN (2009)
  - II składu:
    - debiutantów NBA (2007)[7]
    - rosyjskiej ligi PBL (2011)
- Lider w asystach:
  - ligi portorykańskiej (2009)
  - G-League (2019)
- Zwycięzca konkursu Skills Challenge ligi portorykańskiej (2009)

Reprezentacja
- Uczestnik mistrzostw świata U–21 (2005 – 5. miejsce)[8]